# Okrug De Baca, Novi Meksiko
| De Baca                                                    |                              |
| Zemljovid Novog Meksika s označenim okrugom De Bacom.      |                              |
| Zemljovid SAD s označenom saveznom državom Novim Meksikom. |                              |
| Osnovan:                                                   | 28. veljače 1917.            |
| Sjedište:                                                  | Fort Sumner                  |
| Najveće naselje:                                           | Fort Sumner                  |
| Površina:                                                  | 6.045 km2                    |
| Br. stanovnika (2010.):                                    | 2.022                        |
| Kongresni okrug:                                           | 2.                           |
| Vremenska zona:                                            | Stjenjačko vrijeme: UTC-7/-6 |
| Službene stranice:                                         |                              |

De Baca je okrug u američkoj saveznoj državi Novom Meksiku.

## Stanovništvo
Prema popisu stanovništva 2010., stanovnici su 87,3% bijelci, 0,1% "crnci ili afroamerikanci", 0,6% "američki Indijanci i aljaskanski domorodci", 0,0% Azijci, 0,0% Havajci ili tihooceanski otočani, 3,9% dviju ili više rasa, 8,1% ostalih rasa. Hispanoamerikanaca i Latinoamerikanaca svih rasa bilo je 38,5%.

## Vanjske poveznice
- Postal History Poštanski uredi u okrugu De Baci, Novi Meksiko